# Fred Kerley
Fredrick Lee (Fred) Kerley (Taylor, 7 mei 1995) is een Amerikaans sprinter, die zich aanvankelijk richtte op de 400 m. Op deze afstand was hij als lid van het Amerikaanse team met name succesvol op de 4 × 400 m estafette, waarop hij zelfs eenmaal wereldkampioen werd. Na de uitbraak van de coronapandemie koos hij ervoor om zich in de aanloop naar de Olympische Spelen van 2020 op de 100 m te richten ten einde zijn basissnelheid te verhogen, zodat hij in de toekomst meer kans zou maken op 400 meters onder de 43 seconden. Deze beslissing leverde hem op de Spelen in Tokio op de 100 m een zilveren medaille op en een jaar later de wereldtitel.

## Biografie

### Eerste prestaties als student
Kerley kwam al op de High school in aanraking met de atletieksport. Hij maakte in die tijd deel uit van het junior sprintersteam van College Station in Texas. Na de High school studeerde hij van 2013 tot 2015 bij het South Plain College in Levelland, alvorens zich als student aan te melden bij de Texas A&M-universiteit.
In 2016 probeerde Kerley zich te kwalificeren voor de Olympische Spelen in Rio de Janeiro, maar die poging mislukte. Wel 'verdiende' hij er een optreden mee op de NACAC U23-kampioenschappen in San Salvador, waar hij als lid van het Amerikaanse team uitkwam op de 4 × 100 m estafette. Daar veroverde hij de gouden medaille.
In 2017 leverde Kerley verschillende opvallende prestaties op de 400 m, alvorens hij op deze afstand op de NCAA-kampioenschappen in juni voor het atletenteam van Texas A&M zowel de individuele titel binnenhaalde als die op de 4 x 400 m estafette. Kort daarvoor had hij onder andere het al bijna 25 jaar oude NCAA-record op de 400 m van 44,00 s op 43,70 gebracht.

### Zilver op WK en winst bij de Diamond League
Vervolgens maakte Kerley op de wereldkampioenschappen in Londen zijn debuut op het allerhoogste niveau. In de finale van de 400 m eindigde hij op de zevende plaats. Samen met Wilbert London III, Gil Roberts en Michael Cherry behaalde hij de zilveren medaille op de 4 × 400 m estafette, achter het viertal uit Trinidad en Tobago.
In 2018 behaalde Kerley in de Diamond League overwinningen op de 400 m op het Golden Gala in Rome, de British Grand Prix in Birmingham en de Weltklasse Zürich, wat hem in de totaalstand dat jaar weliswaar in punten op de derde plaats deed eindigen, maar doordat hij de finalewedstrijd in Zürich won, werd hij toch de eindoverwinnaar van dit onderdeel. 

### Wereldkampioen op de estafette
In 2019 behaalde Kerley twee medailles op de WK in Doha: individueel was er de bronzen medaille op de 400 m achter Steven Gardiner en Anthony Zambrano. Samen met Michael Cherry, Wilbert London III en Rai Benjamin werd hij enkele dagen later wereldkampioen op de 4 × 400 m. 

### Olympisch zilver en wereldkampioen op de 100 meter
Vanaf 2021 begon Kerley ook deel te nemen aan de 100 m. Op de Amerikaanse trials kon hij zich kwalificeren voor de 100 m op de Olympische Spelen van Tokio. Op deze trials liep hij de 200 m in een tijd van 19,90 seconden. Hiermee was hij, na Wayde van Niekerk en Michael Norman, de derde atleet in de geschiedenis die op de 100 m sneller liep dan 10 seconden, op de 200 m onder de 20 seconden kon blijven op de 400 m sneller liep dan 44 seconden.
Op de Olympische Spelen liep Kerley naar de zilveren medaille op de 100 m, achter de verrassende Italiaanse winnaar Marcell Jacobs. Samen met Trayvon Bromell, Ronnie Baker en Cravon Gillespie werd Kerley uitgeschakeld in de reeksen van de 4 x 100 m estafette. Op de WK van 2022 in Eugene (Oregon) was Kerley de snelste in de finale van de 100 meter, voor zijn landgenoten Marvin Bracy en Trayvon Bromell.

## Titels
- Wereldkampioen 100 m - 2022
- Wereldkampioen 4 × 100 m - 2023
- Wereldkampioen 4 × 400 m - 2019
- Amerikaans kampioen 100 m - 2022
- Amerikaans kampioen 400 m - 2017, 2019
- NCAA-kampioen 400 m - 2017
- NCAA-kampioen 4 × 400 m - 2017
- NCAA-indoorkampioen 400 m - 2017
- NCAA-indoorkampioen 4 × 400 m - 2017
- NACAC U23-kampioen 4 × 100 m - 2016

## Persoonlijke records
Outdoor
| Onderdeel | Prestatie          | Datum             | Plaats     |
| --------- | ------------------ | ----------------- | ---------- |
| 100 m     | 9,76 s (+1,4 m/s)  | 24 juni 2022      | Eugene     |
| 200 m     | 19,76 s (+2,0 m/s) | 18 september 2021 | Nairobi    |
| 400 m     | 43,64 s            | 27 juli 2019      | Des Moines |

Indoor
| Onderdeel | Prestatie | Datum           | Plaats          |
| --------- | --------- | --------------- | --------------- |
| 200 m     | 20,58 s   | 27 januari 2017 | Fayetteville    |
| 400 m     | 44,85 s   | 11 maart 2017   | College Station |

## Palmares

### 100 m
- 2021:  OS - 9,84 s
- 2022:  WK - 9,86 s
- 2023: 3e in ½ fin. WK - 10,02 s (in serie 9,99 s)
- 2024:  OS - 9,81 s (+1,0 m/s)

Diamond League-podiumplaatsen
- 2021:  Weltklasse Zürich – 9,87 s
- 2021:  Memorial Van Damme – 9,94 s
- 2021:  Prefontaine Classic – 9,78 s
- 2022:  Prefontaine Classic - 9,98 s
- 2022:  Golden Gala - 9,92 s

### 200 m
Diamond League-podiumplaatsen
- 2017:  London Grand Prix - 20,24 s
- 2021:  Meeting de Paris – 19,79 s
- 2021:  Athletissima - 19,77 s
- 2021:  Weltklasse Zürich - 19,83 s
- 2022:  Doha Meeting - 19,75 s

### 400 m
- 2017: 7e WK - 45,23 s
- 2019:  WK - 44,17 s

Diamond League-podiumplaatsen
- 2018:  Weltklasse Zürich – 44,80 s
- 2018:  Golden Gala - 44,33 s
- 2018:  British Grand Prix - 45,54 s
- 2018:   Diamond League - 21 p
- 2019:  Shanghai Golden Grand Prix - 44,81 s
- 2019:  Memorial Van Damme – 44,46 s
- 2021:  Prefontaine Classic – 45,33 s
- 2021:  Doha Diamond League - 44,60 s

### 4 x 100 m
- 2016:  NACAC U23-kamp. in San Salvador - 38,63 s
- 2021: 6e in de series OS - 38,10 s
- 2023:  WK - 37,38 s

### 4 x 400 m
- 2017:  WK - 2.58,61
- 2018:  WK indoor - 3.01,97
- 2019: DSQ World Athletics Relays
- 2019:  WK - 2.56,69

1983 Carl Lewis ·
1987 Carl Lewis ·
1991 Carl Lewis ·
1993 Linford Christie ·
1995 Donovan Bailey ·
1997 Maurice Greene ·
1999 Maurice Greene ·
2001 Maurice Greene ·
2003 Kim Collins ·
2005 Justin Gatlin ·
2007 Tyson Gay ·
2009 Usain Bolt ·
2011 Yohan Blake ·
2013 Usain Bolt ·
2015 Usain Bolt ·
2017 Justin Gatlin ·
2019 Christian Coleman · 
2022 Fred Kerley · 
2023 Noah Lyles
1983 King, Gault, Smith, Lewis ·
1987 McRae, McNeill, Glance, Lewis ·
1991 Cason, Burrell, Mitchell, Lewis ·
1993 Drummond, Cason, Mitchell, Burrell ·
1995 Esmie, Gilbert, Surin, Bailey ·
1997 Esmie, Gilbert, Surin, Bailey ·
1999 Drummond, Montgomery, Lewis, Greene ·
2001 Nagel, du Plessis, Newton, Quinn ·
2003 Capel, Williams, Patton, Johnson ·
2005 Doucouré, Pognon, De Lépine, Dovy ·
2007 Patton, Spearmon, Gay, Dixon ·
2009 Mullings, Frater, Bolt, Powell ·
2011 Carter, Frater, Blake, Bolt ·
2013 Carter, Bailey-Cole, Ashmeade, Bolt ·
2015 Carter, Powell, Ashmeade, Bolt ·
2017 Ujah, Gemili, Talbot, Mitchell-Blake ·
2019 Coleman, Gatlin, Rodgers, Lyles ·
2022 Brown, Blake, Rodney, De Grasse ·
2023 Coleman, Kerley, Carnes, Lyles